# Chó sói đảo Baffin
Sói đảo Baffin (Canis lupus manningi) hay sói đài nguyên đảo Baffin, là một phân loài của sói xám chỉ sống ở đảo Baffin và một số hòn đảo trong khu vực xung quanh. Loài chó sói này không được chính thức công nhận là một phân loài cho đến năm 1943, khi nó được Anderson phân loại. Loài sói này được công nhận là một phân loài của Canis lupus bởi cơ quan phân loại các loài động vật có vú trên thế giới (2005).

## Miêu tả
Sói đảo Baffin có bộ lông sáng màu và đôi khi có màu trắng. Chúng có kích thước nhỏ bất thường, so với các phân loài chó sói khác. Loài sói này hiện đang được đề nghị công nhận là loài có kích thước nhỏ nhất trong số tất cả các loài sói vùng Bắc Cực. Loài này có tình trạng bảo tồn thuộc nhóm loài bị đe dọa bảo tồn.

## Lịch sử
Những ghi chép và bằng chứng ban đầu cho thấy những con sói ở phía tây Greenland di cư từ đảo Baffin và do đó, là tổ tiên của phân loài sói đảo Baffin.
Năm 1966, có một sự nghiên cứu tiến hành về loài sói đảo Baffin. Nghiên cứu này được công bố năm 1965 trình bày một đánh giá sơ bộ đã được thực hiện một năm trước đó tại khu vực Vịnh Wordie, bởi Đại học Toronto. Nghiên cứu này cũng được hỗ trợ bởi các sinh viên từ trường đại học.